# Ferrari 342 America
Ferrari 342 America – sportowy samochód z początku lat 50. XX wieku. Produkcja trwała tylko jeden rok, zbudowano tylko 6 egzemplarzy auta. America w nazwie oznacza, iż samochód był przeznaczony także na rynek amerykański. Ferrari 342 America było dużo większe i bardziej ekskluzywne od swoich poprzedników. Także silnik zastosowany w tym modelu wyznaczał inne standardy. Był to Lampredi 60° V12 o pojemności ponad 4 litrów, zasilanie stanowiły 3 gaźniki Weber 40 DCF. Moc Auta wahała się od 200 do 220 KM w zależności od życzenia odbiorcy. Jednym z klientów był król Belgii Leopold II, jego auto prawdopodobnie poddano tuningowi fabrycznemu co zwiększyło moc do około 300 KM. Ferrari 342 America był jednym z najbardziej pożądanych samochodów tamtych czasów.

## Dane techniczne

### Silnik
- V12 4,1 l (4102 cm³), 2 zawory na cylinder, SOHC
- Układ zasilania: trzy gaźniki Weber 40 DCF
- Średnica cylindra × skok tłoka: 80,00 mm × 68,00 mm
- Stopień sprężania: 8,0:1
- Moc maksymalna: 200 KM (149 kW) przy 5000 obr./min
- Maksymalny moment obrotowy: b/d

### Osiągi
- Przyspieszenie 0-100 km/h: 9,9 s
- Czas przejazdu pierwszych 400 m: 17,5 s
- Prędkość maksymalna: 186 km/h

### Pozostałe
- Ogumienie: 6.40 R 15

## Wartość obecna
Cena rynkowa za model w I stanie zachowania  (stan idealny, 100% oryginalnych części) 420 000 € (w roku 2005).